# Antônio Barbosa (arcebispo)
Antônio Barbosa, S.D.B. (São Paulo, 10 de maio de 1911 — 3 de maio de 1993) foi um prelado da Igreja Católica brasileiro, arcebispo de Campo Grande.

## Biografia
Nascido na capital paulista, era o filho mais de Benedito Barbosa e Cecília Primo Barbosa. Foi coroinha no Santuário do Sagrado Coração de Jesus e aluno do Liceu Coração de Jesus. Em 1920 ingressa no aspirantado salesiano e, em 1924, passa ao noviciado, ambos em Lavrinhas (SP). Forma-se em teologia, no Instituto Teológico Pio XI, em São Paulo.
Foi ordenado padre em 6 de dezembro de 1936, por Dom José Gaspar de Afonseca e Silva, Bispo auxiliar de São Paulo. Segue para Roma, onde se licencia em direito canônico pela Pontifícia Universidade Gregoriana. Depois, torna-se professor no Pontifício Ateneu Salesiano, em Turim, chegando a ser feito prisioneiro pelos nazistas alemães durante a II Guerra Mundial. Retorna ao Brasil, após o fim da guerra, tornando-se professor de teologia no Instituto Teológico Pio XI. Em 1952, foi eleito superior da Inspetoria Salesiana de Nossa Senhora Auxiliadora (com jurisdição nos Estados de São Paulo, Paraná, Santa Catarina e Rio Grande do Sul).
Com a ereção da Diocese de Campo Grande, em 15 de junho de 1957, foi nomeado seu primeiro bispo em 23 de janeiro de 1958. Foi consagrado em 1 de maio de 1958, no Santuário do Sagrado Coração de Jesus, por Dom Armando Lombardi, núncio apostólico no Brasil, coadjuvado por Dom João Resende Costa, S.D.B., arcebispo-coadjutor de Belo Horizonte e por Dom Antônio Campelo de Aragão, S.D.B., bispo de Petrolina. Participou das quatro sessões do Concílio Vaticano II.
Através da bula Offici Nostri, do Papa João Paulo II, foi criada a Província Eclesiástica de Campo Grande e eleva a Diocese de Campo Grande à categoria de Arquidiocese Metropolitana. Pelo mesmo documento, foi nomeado seu primeiro arcebispo, em 27 de novembro de 1978.
Em 12 de dezembro de 1986 renunciou ao governo arquidiocesesano, retornando para São Paulo, onde veio a falecer em 3 de maio de 1993. Foi transladado para Campo Grande, onde foi sepultado na Catedral Metropolitana Nossa Senhora da Abadia e Santo Antônio.